# A sirene
A sirene (La sirène) é uma pintura do surrealista Marc Chagall.
Merece reparo o facto de Marc Chagall persistir em utilizar, nas suas obras, a cor azul, sendo este quadro somente mais um em que o artista se concentra na dita cor.

## Descrição
Em primeiro plano desta pintura aparece retratada uma sereia azul (que, todavia, tem uma perna, designadamente, a perna direita), que, de cabeça inclinada para baixo, porta um enorme véu e um pequeno e quase invisível leque. Do lado esquerdo da obra, e ainda em primeiro plano, é retratado um cavalo, que, preso por uma mão, parece que sai do meio de um arbusto, onde se escondem igualmente outros animais, entre eles um porco.
Em segundo plano aparece um trapezista com um bicudo chapéu, e, do lado direito, várias pessoas, supostamente espectadores, que se amontoam numa varanda.
Leiloado em maio de 2006 na Christie's por 486 mil e 400 dólares americanos, este óleo sobre tela foi pintado no ano de 1945.